# Blót

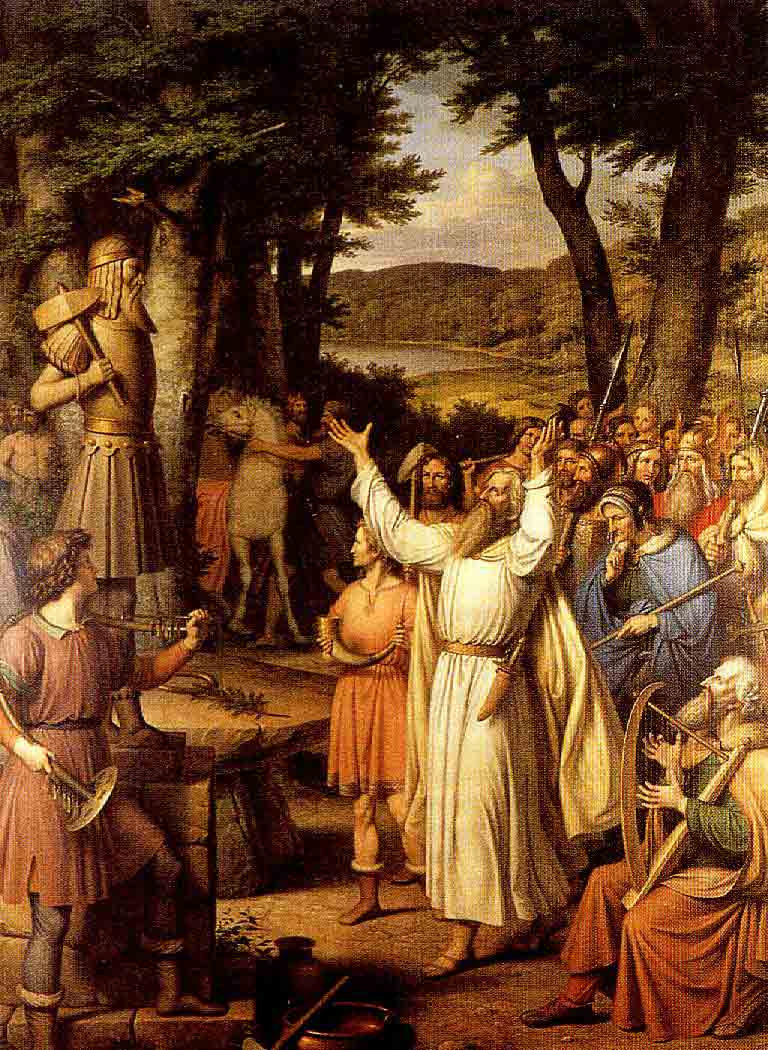
Representação de um godi conduzindo, diante de seu povo, um sacrifício a um ídolo de Tor. Pintura de J.L. Lund

O blót (palavra singular e plural no nórdico antigo) refere-se aos sacrifícios, realizados em rituais pagãos nórdicos para os deuses escandinavos e elfos, a fim de ganhar o apoio desses seres sobrenaturais aos desejos dos humanos. Eram sacrificados objetos, pessoas ou animais, levados como oferendas para os deuses, assumindo muitas vezes esses sacrifícios a forma de uma refeição ou banquete sacramental cerimonial. Essas práticas também foram realizadas por outros povos germânicos, tais como o anglo-saxões pagãos.

Atualmente, com os movimentos religiosos de reavivamento do paganismo germânico, como o heathenismo. A realização do blót ainda permanece, porém sacrifícios de animais são realizados em menor escala, por alguns grupos.

## Etimologia
Acredita-se que o nome seja derivado do termo que se referia ao ato de sacrificar ritualmente, chamado de blóta, em nórdico antigo, blŏtan em gótico, blōtan no inglês antigo e blŏzan ou pluozan no alto alemão antigo. O sentido mais antigo da palavra parece ser de "invocar com encantamentos", sugerido pelo filólogo norueguês Sophus Bugge em 1879 como estando relacionado ao termo latino flamen (através do antigo *flădmen). Ambos seriam derivados de uma palavra proto-indo-europeia, *bhlād(s)men.
O termo do inglês moderno bless ("bênção") provavelmente deriva do termo blessen, registrado em 1255, que teria se desenvolvido do inglês antigo blǣdsian (preservado no dialeto da Nortúmbria, por volta de 950). O termo também apresenta outras formas, como blēdsian (antes de 830, derivado do proto-germânico *blōðisōjanan), blētsian (c. 725) e blesian (c. 1000) - todos com o significado de "tornar algo sagrado através de um sacrifício", "marcar com sangue". Por este motivo, o termo está relacionado à palavra blōd (blood, "sangue", em inglês, Blut em alemão).
Outro termo para "sacrifício" é o nórdico antigo húsl, húsel, também encontrado no inglês antigo como húsl, húsul, húsel, no gótico como hunsl - do pré-proto-germânico *kwnt-(e)l-, cognato ao proto-eslávico *svętъ "santo". Após a cristianização dos territórios nórdicos, o termo passou a ser utilizado para descrever a eucaristia.[carece de fontes?]

## Ritos e crenças
O verbo blóta significava "venerar com sacrifício", ou "fortalecer". O sacrifício costumava consistir de animais, em especial porcos e cavalos. A carne era cozida em grandes poços cheios de pedras aquecidas, tanto dentro como fora das residências. Acreditava-se que o sangue continha poderes especiais, e era borrifado nas estátuas dos deuses, nas paredes e nos próprios participantes da cerimônia.
O momento em que as pessoas se reuniam em torno dos caldeirões fumegantes, para fazer uma refeições juntamente com os deuses ou com os elfos era sagrado. A bebida que era passada em torno da mesa, de participante para participante, também era abençoada e sagrada; quase sempre era cerveja ou hidromel, porém entre a nobreza podia ser vinho importado.
A antiga prece entoada era til árs ok friðar, "para um bom ano e paz". Pediam por fertilidade, saúde, uma boa vida e paz e harmonia entre os povos e os poderes.

## Datas
Havia 3 grandes blóts anualmente: O blót do outono, o blót do inverno e o blót da primavera.
O blót de outono era realizado no meio de outubro, e o grande blót do meio do inverno, ou Yule, no solstício de dezembro. O inverno escuro era um período difícil para os povos da Escandinávia, e medidas especiais tinham de ser tomadas para ajudar a natureza a passar a fase mais crítica. Freyr era o deus mais importante nos blót do meio do inverno e do outono, e o presunto do Natal - que costumava ser feito a partir de um porco dedicado a Freyr - ainda é um dos principais pratos natalinos em partes da Escandinávia. 

O blót de verão era realizado em abril, no equinócio vernal, e era dedicado a Odim; nesta ocasião, bebiam pela vitória na guerra, já que este blót marcava as datas de início das expedições viquingues.
Para os primeiros anglo-saxões eram realizados em novembro, conhecido como blótmónað ("mês do sangue" ou "mês do sacrifício"), como indica esta passagem em inglês antigo:
Se mónaþ is nemned on Léden Novembris, and on úre geþeóde blótmónaþ, forðon úre yldran, ðá hý hǽðene wǽron, on ðam mónþe hý bleóton á, ðæt is, ðæt hý betǽhton and benémdon hyra deófolgyldum ða neát ða ðe hý woldon syllan.

## Localidades
O edifício onde se realizada o blót era chamado de hov (cognato ao alemão Hof), e diversos topônimos são derivados deste termo em Escânia, Gotalândia Ocidental e Gotalândia Oriental. Durante o processo de cristianização, as igrejas costumavam ser construídas sobre estes hovs, e escavações de igrejas medievais perto de Mære, em Trøndelag e na Antiga Upsália são testemunho disto.
Havia também outros locais sagrados, chamados de Hörgr, Ve, Lund e Haug. Horgr significa "cairn" (espécie de monumento sepulcral celta) ou "montanha". Lund significa "bosque sagrado" e Ve simplesmente "local sagrado". As leis cristãs proibiram o culto do haug e, consequentemente, dos montes dedicados aos ancestrais.

### Dinamarca

#### Lejre
O historiador alemão Dietmar de Merseburgo escreveu que os danos tinham como centro principal de seu culto a região de Lejre, na Zelândia, onde reuniam-se a cada nove anos para sacrificar 99 pessoas, além de cavalos, cães e galinhas. Não há base arqueológica comprovando o fato.

### Noruega

#### Mære
Snorri Sturluson relata uma reunião entre os camponeses de Trøndelag e o rei Haakon I da Noruega, uma reunião que terminou em numa disputa religiosa em torno do blót. Haakon foi criado na corte inglesa, cristã, e havia retornado a seu país para reclamar o trono de seu pai, Haroldo, o Louro (o unificador da Noruega), e tencionava conversar o país ao cristianismo, apesar do fato de que os camponeses opunham-se às suas ideias religiosas, mesmo tendo-o eleito para a Ting.
"Era um costume antigo, o de que quando houvesse sacrifícios todos os 'bondes' [proprietários de terra] deviam se dirigir ao local onde o templo estiver e levar consigo tudo o que precisarem durante a duração do festival sacrificial. Para este festival todos os homens trazem consigo 'ale' (espécie de cerveja); e todo tipo de gado, assim como cavalos, eram mortos, e todo o sangue que saia deles era chamado de "hlaut", enquanto as vasilhas utilizadas para coletá-lo eram chamadas de 'vasilhas-hlaut'.  'Aduelas-hlaut' também eram feitas, para funcionar como borrifadores de sangue, utilizados sobre os altares e paredes do templo, tanto do lado de dentro como de fora, bem como nas pessoas presentes à cerimônia; a carne, no entanto, era cozida de maneira saborosa para os fiéis. O fogo estava no meio do piso do templo, e sobre ele estavam penduradas jarras, e os cálices repletos eram passados sobre o fogo; e aquele responsável pelo banquete, e que era um chefe, abençoava os cálices cheios, pedindo por paz e uma boa estação. Era o costume de muitos então esvaziar o 'cálice-brage' (sobre o qual os juramentos eram feitos); e os convidados então esvaziavam um cálice em memória de amigos que já partiram, chamado de 'cálice da lembrança'.
Durante esta cerimônia, o rei também teve de participar - embora fosse um cristão - e beber do hidromel que era oferecido e havia sido consagrado para Odim, Njord e Freia. Os camponeses também insistiram para que ele comesse da carne, porém o rei apenas observou por sobre a alça do caldeirão, segurando um pano de linho entre sua boca e a carne - o que lhes deixou profundamente insatisfeitos por ter um rei que não participava completamente do blót. O rei, no entanto, já havia sido humilhado seriamente - e foi forçado a se converter novamente para a antiga fé e, segundo a tradição, teria até mesmo sido enterrado segundo os ritos pagãos.

### Suécia

#### Gotland
A Saga dos Gutas narra sobre o blót na ilha de Gotlândia, no mar Báltico:
Firi þan tima oc lengi eptir siþan. Troþu menn a hult. oc a hauga. wi. oc. stafgarþa. oc a haiþin guþ. blotaþu þair synnum oc dydrum sinum Oc fileþi. miþ matj oc mundgati. þet gierþu þair eptir wantro sinnj. land alt. hafþi sir hoystu blotan miþ fulki. ellar hafþi huer þriþiungr. sir. En smeri þing hafþu mindri blotan meþ fileþi. matj. Oc mungati. sum haita suþnautar. þi et þair suþu allir saman.

#### Trollkyrka
Na floresta de Tiveden, na Suécia, a tradição local apresenta um poema que descreve o que parece ter sido o último dos grandes blót, numa montanha chamada Trollkyrka, talvez ainda no século XIX. Mostra que os fazendeiros da área ainda sabiam como executar os rituais.
Versos 12-18:
| Elden den "köllas" av nio slags ved,        | O fogo é aceso por nove tipos de madeira,  |
| det är gammal sed.                          | este é o antigo costume.                   |
| Offer till andarna skänkes,                 | Um sacrifício é oferecido [aos espíritos], |
| med blodet sig alla bestänkes.              | com o sangue todos são borrifados.         |
| Det bästa till andar föräras,               | A melhor parte é dada aos espíritos,       |
| det som blir över skall av männen förtäras. | o que resta será consumido pelos homens.   |

Note que o sangue é espirrado sobre os participantes, e que as melhores porções de carne são dadas aos espíritos, enquanto os participantes comem apenas os restos - o oposto do que ocorre em Mære, Noruega. A informação de que nove tipos diferentes de madeira eram utilizados para acender o fogo só é encontrada neste poema, porém se encaixa com o significado do número nove na mitologia nórdica, e pode simplesmente ter sido desprezado pelas fontes posteriores.

#### Upsália
Artigos principais: Velha Upsália e Templo de Upsália.
O cronista alemão Adão de Bremen descreveu como os sacrifícios eram realizados no Templo de Upsália, na Suécia por volta de 1070:
Tor era o deus mais poderoso, e dominava o trovão e o relâmpago, o vento e a chuva, o Sol e as colheitas. Tor sentou-se no centro com um martelo (Miolnir) nas mãos, tendo aos seus lados Odim, deus da guerra, com sua armadura, e Frey, deus da paz e do amor, que era descrito com um enorme falo. Todos os deuses pagãos têm seus sacerdotes, responsáveis por oferecer ao deus os sacrifícios das pessoas. Se houver alguma doença ou fome, sacrificam para Tor; se estiverem em guerra, para Odim; e, se houver um casamento, para Frey.
A cada nove anos é realizado um blót de nove dias, um banquete comum para todos na Suécia. Sacrificam então nove machos de cada espécie, incluindo os homens, e os corpos são pendurados nos galhos de um bosque próximo ao templo. Ninguém pode se ausentar deste blót, e todos mandam presentes ao santuário, mesmo os reis. Aqueles que são cristãos têm de pagar uma taxa para não participar do blót.
Adão de Bremen considerou esta pena financeira muito severa.
É possível que o último blót de nove dias tenha sido realizado em 1078. O Templo de Upsália provavelmente foi destruído pelo rei Ingo I, em 1087. Esta data é estimada devido ao fato de que conflitos armados periódicos antepunham cristãos e pagãos a cada nove anos, e este teria sido o ano da última destas batalhas.
De acordo com Snorri Sturluson, realizava-se um blót principal no Templo de Upsália em fevereiro, chamado Dísablót, durante o qual sacrifícios eram realizados pela paz e pelas vitórias do rei. Este blót também se realizava para que se descobrisse como seria a próxima colheita. Realizava-se então o chamado Ting de todos os suecos, com uma grande feira, o Disting. A tradição do Disting sobreviveu ao cristianismo, sem jamais ser interrompida; a feira ainda é realizada a cada primeira terça-feira de fevereiro em Upsália, embora a data por vezes tenha sido alterada dentro do mês. Em 1968, a tradição de se discutir assuntos oficiais na feira foi retomada.
No ano de 2000 o blót foi oficialmente retomado em Velha Upsália, depois de mais de 900 anos, pelo Asatrúar sueco.[carece de fontes?]

## Elven blót
Os Elfen blót ou Elven blót (blót dedicados aos elfos) eram realizados em menor escala, celebrados individualmente em cada domicílio, e o seu serviço cabia às esposas dos chefes de família. Pouco se conhece sobre estes ritos, além de que eram cercados de segredo e mistério, e que estranhos não eram bem-vindos durante os períodos dos rituais. No entanto, como os elfos eram forças coletivas fortemente ligadas com os ancestrais, acredita-se que pudessem estar relacionados ao culto a estes ancestrais e à força vital da família.
Em sua obra Austrfaravísur, Sigvatr Þorðarson, escaldo de Olavo II da Noruega, conta sobre um evento relacionado a um blót. Certa vez, Sigvat e seus homens, viajando durante a noite alta pela Suécia, se depararam com uma fazenda. A visão alegrou-os, já que estavam cansados e esperavam ser recebidos de acordo com as leis da hospitalidade. Foram, no entanto, mandados embora sem que os donos da propriedade lhes oferecesse comida ou local para dormir: a dona da casa lhes disse que estavam realizando o Elfen blót, e que estranhos não eram bem-vindos - especialmente cristãos.
A Saga de Kormáks também conta como um sacrifício para os elfos era tido como capaz de curar um ferimento de guerra muito grave:
Þorvarð estava se recuperando muito vagarosamente; e quando pôde se levantar por conta própria foi ver Þorðís, e perguntou-lhe o que seria melhor para ajudar sua recuperação.
"Existe um monte,", ela respondeu, "não muito longe daqui, onde os elfos têm o seu covil. Deves pegar agora o touro que Kormák matou, pintar de vermelho o lado de fora do monte com seu sangue, e fazer um banquete para os elfos com sua carne. Então serás curado."
Skålgropar, um tipo especial de petroglifo encontrado na Escandinávia, foi conhecido no passado como älvkvarnar ("moinhos de elfos"), o que poderia indicar seu possível uso: acreditava-se que os elfos poderiam ser apaziguados através de uma oferenda (preferivelmente manteiga) colocada num 'moinho de elfos' - possivelmente um costume com raízes no álfablót dos antigos nórdicos. Outra teoria mais recente sugere que alguns skålgropar possam ter representado mapas astronômicos rudimentares.

## Völse blót
O Völse era o pênis de um cavalo, e os ritos que o cercavam foram descritos no Völsa þáttr. Era removido de um garanhão durante o período das matanças, no outono, e dizia-se que a senhora da propriedade passava a considerá-lo como o seu deus, e o guardá-lo num caixão, juntamente com linho e cebolas. Durante a noite todos se reuniam no edifício principal da propriedade; até mesmo os thralls (escravos) e os filhos dos fazendeiros participavam deste ritual sagrado.
A senhora da casa, fazendo as vezes de sacerdotisa, removia o pênis de dentro do caixão, saudando-o com uma oração, e deixava ele ser passado de pessoa a pessoa. Todos saudavam-no com uma frase religiosa, Que Mörnir recebe o santo sacrifício!. Esta estranha palavra, Mörnir, provavelmente se referia a jötnar (gigantes da mitologia nórdica) do sexo feminino, pois no Haustlöng, poema composto no século X, faðir mörna é utilizado como kenning (figura de linguagem típica da literatura nórdica e germânica) para se referir a um jötunn. O rito pode ter representado um casamento entre Völse e uma jötunn, como Frey e Gerda. De qualquer maneira, tudo indica que o rito era ligado à fertilidade, e que as gigantes eram veneradas com rituais especiais.

## Influência cultural moderna
Assim como diversos aspectos do paganismo nórdico, resquícios do blót sobrevivem até hoje entre os povos escandinavos.

### Natal escandinavo
Durante todo Natal na Escandinávia tradicionalmente serve-se o mingau de Natal, consumido por toda a família em volta da mesa. Em algumas comunidades um recipiente extra de mingau é servido e carregado para fora da casa, pois acredita-se que esta deve ser uma refeição para ser compartilhada com o guardião da propriedade, o tomte/nisse, uma entidade sobrenatural ligada à terra. Acreditava-se que este espírito abandonaria a terra se não fosse saciado, o que levaria à ruína da propriedade - o que teria motivado a sua sobrevivência até os dias de hoje, na privacidade dos lares.